# Cvlt Ov The Svn
Cvlt Ov The Svn (également connu sous le nom de COTS ou sous l'orthographe plus conventionnelle Cult of the Sun) est un groupe finlandais de heavy metal mêlant du black metal avec de la pop et des thèmes surnaturels, souvent décrit comme du rock occulte.

## Histoire
Cvlt Ov The Svn appelle son genre musical « Occult Murder Pop » et est resté anonyme car il est « musicien de renom en Finlande ». Cvlt Ov The Svn est signé chez Napalm Records, et fait ses débuts avec le single The Murderer en 2018, suivi d'un autre single Whore of Babylon la même année. 
Ils sortent leur premier album studio en 2021 intitulé We Are the Dragon, qui obtient des critiques médiocres avec 3 étoiles sur 5 chez Soundi et Inferno et est remarqué par la presse spécialisée,,.

## Thèmes
Le leader anonyme du groupe mentionne l'influence thématique de films tels que L'Exorciste et La Neuvième Porte, ainsi que l'inspiration musicale de groupes tels que Type O Negative, Marilyn Manson, Turbonegro, Ghost, Pantera, Backyard Babies, et même Roxette, et que son bagage musical provient du fait qu'il est batteur de black metal.

## Discographie

### Albums studio
- 2021 : We Are the Dragon (Napalm Records)

### Singles
- 2018 : The Murderer
- 2018 : Whore of Babylon
- 2023 : You Could Be Mine
- 2023 : Square Hammer

### Clips
- 2019 : The Pit
- 2019 : Luna in the Sky Forever
- 2021 : My Venom